# 蘇聖瑪麗站
蘇聖瑪麗站（英語：Sault Ste. Marie station）是加拿大安大略省蘇聖瑪麗的一座火車站，是阿哥馬中央鐵路列車服務的總站。阿哥馬中央鐵路是加拿大國家鐵路的支線。車站大樓及旅客月台位於車站商場的停車場。通往赫斯特的定期車次於2015年7月停运。

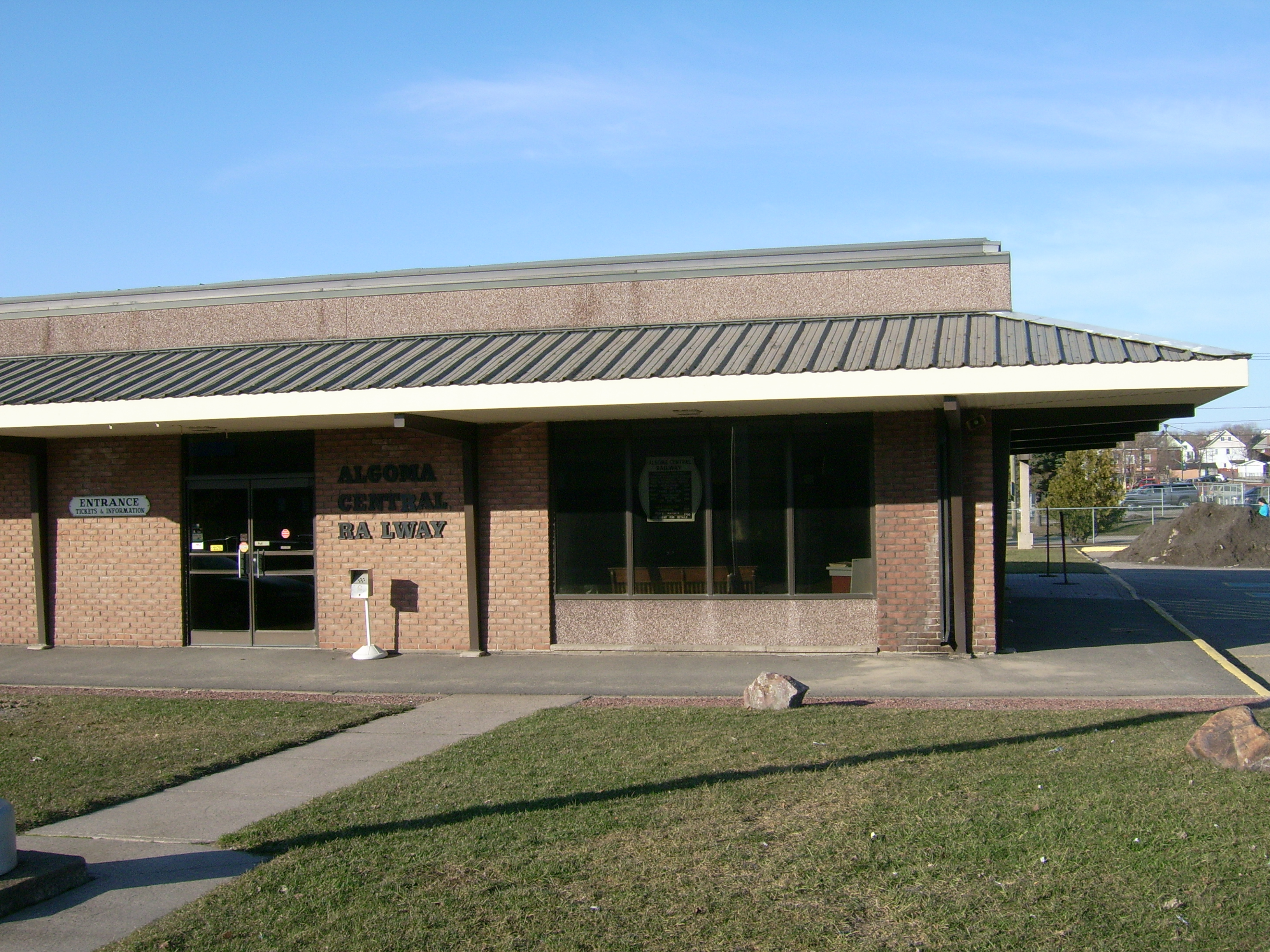
蘇聖瑪麗站